# Analogia de Prandtl-Taylor
A analogia de Prandtl-Taylor é uma analogia para as transferências de calor, momento e massa.
Como outras analogias (como a analogia de Reynolds, da qual é uma modificação, e a analogia do fator J de Chilton e Colburn, considerada a mais precisa), foi desenvolvida para relacionar diretamente coeficientes de transferência de calor, coeficientes de transferência de massa e fatores de atrito.

## Equacionamento
Enquanto a analogia de Reynolds postula a interação direta entre o núcleo turbulento do fluxo e as paredes da tubulação ou conduto do fluxo fluido, a analogia de Prandtl-Taylor considera o caso de uma subcamada laminar incluída entre essas, podendo ser usada pera todos os valores do número do número de Prandtl (Pr ou NPr) e escreve-se:

{\displaystyle N_{St}=(f_{F}/2)/\left\{1+\left[\right({\overline {v_{x\varsigma }}}/{\overline {v_{xm}}}).(N_{Pr}-1)]\right\}}

Esta fórmula inclui a relação entre as velocidades médias na subcamada e o núcleo ({\displaystyle {\overline {v_{x\varsigma }}}} e {\displaystyle {\overline {v_{xm}}}}), bem como o número de Prandtl ({\displaystyle N_{Pr}}={\displaystyle c_{p}.\rho /\mu }) para transferência de calor. Observe-se que quando o número de Prandtl é igual a um, essa equação se reduz à analogia de Reynolds.
Ou, mais de maneira mais simples:

{\displaystyle S_{t}={\frac {f}{2}}.\left[{\frac {1}{1+r_{v}.(P_{r}-1)}}\right]}

onde:
- {\displaystyle r_{v}} é a razão das velocidades, {\displaystyle r_{v}=v_{s}/v_{b}}, que pode ser estimada por:
  - {\displaystyle r_{v}=1,99.R_{e}^{-1/8}} para tubos.[5]
  - {\displaystyle r_{v}=2,11.R_{e}^{-1/10}} para placas.

Embora sejam tratados valores de {\displaystyle r_{v}=2,3.R_{e}^{-1/8}} com espessura da camada laminar superestimada.
- f é o fator de fricção, {\displaystyle {\frac {f}{2}}={\frac {h}{\rho .v_{b}.c_{p}}}}, onde, por sua vez, {\displaystyle {\frac {h}{\rho .v_{b}.c_{p}}}} é conhecido com o número de Stanton (St ou NSt).
- h é o coeficiente de transferência térmica

Modelos semiempíricos de troca de calor durante fluxo de água em tubos perfilados retorcidos tem sido formulados com base em modificações da analogia Prandtl-Taylor.